# Niu Jianfeng
Niu Jianfeng (chiń. 牛剑锋; ur. 3 kwietnia 1981 w Baoding) – chińska tenisistka stołowa, medalistka olimpijska, czterokrotna medalistka mistrzostw świata.

## Kariera sportowa
W 2004 roku wystąpiła na igrzyskach olimpijskich w Atenach. Wzięła udział w dwóch konkurencjach – zdobyła brązowy medal olimpijski w grze podwójnej (wspólnie z Guo Yue), a w grze pojedynczej zajęła dziewiąte miejsce.
W latach 2003–2005 zdobyła cztery medale mistrzostw świata (jeden złoty, dwa srebrne i jeden brązowy), w 2004 roku srebrny medal igrzysk azjatyckich w grze drużynowej, a w latach 2003–2005 cztery medale mistrzostw Azji (dwa złote, jeden srebrny i jeden brązowy).